# Catedral de las Santas Miróforas
La Catedral de las Santas Miróforas (en idioma ruso:Кафедральный Собор Святых Жён-Мироносиц;   en idioma azerí:Müqəddəs Mürdaşıyan Zənənlər Başkilsəsi) es una catedral de la Iglesia ortodoxa rusa en Bakú capital de Azerbaiyán. La iglesia está dedicada a las «Santas Portadoras de Mirra» o Miróforas, que se conmemoran el segundo domingo después de la Pascua.

## Historia
El edificio fue construido en 1909 por el arquitecto M.F.Verjbitsky, gracias a donaciones personales,y donaciones del famoso millonario y filántropo azerbaiyano Haji Zeynalabdin Tagiyev, primero su construcción se realizó en madera y más tarde en piedra. A la apertura de la iglesia asistieron destacados líderes políticos y religiosos de la época, incluido Vorontsov-Dashkov, el sucesor del zar ruso en el Cáucaso. Inicialmente, el templo estaba subordinado al 262º Regimiento de Infantería de Salyan, y satisfizo sus necesidades espirituales. En 1920, fue uno de los primeros lugares de culto religioso en ser cerrado como resultado de la sovietización. Se utilizó primero como almacén y luego como gimnasio. Durante el enero negro de 1990, fue alcanzado por misiles disparados por las tropas soviéticas, y el edificio sufrió graves daños con el derrumbe del techo y parte de las paredes. En 1991, el edificio fue devuelto a la Iglesia ortodoxa rusa totalmente en ruinas,  después del establecimiento de la Cátedra Arquidiócesis en Bakú, hubo una oportunidad para la restauración de la iglesia. Con el cuidado y el apoyo del obispo de Bakú y los países del Caspio, el templo fue renovado, además se tuvo la ayuda financiera del empresario ruso de origen azerbaiyano Aydin Gurbanov, el edificio fue completamente restaurado en el año 2000, además de realizarse un iconostasio tallado en piedra. El 27 de mayo de 2001, el Patriarca Alejo II este templo fue santificado y se elevó la categoría de la iglesia a la de catedral. El expresidente Heydar Aliyev, miembros del gobierno, embajadas y líderes de la comunidad religiosa asistieron a la ceremonia de apertura.
La Catedral de las Santas Miróforas, contiene unas reliquias del Apóstol San Bartolomé, quien se cree que fue crucificado cerca de la Torre de la Doncella en lo que hoy es el Ciudad Vieja del centro de Bakú.